# Gaspard-Joseph Borluut d'Hoogstraete
Gaspard Joseph Ghislain Jean-Baptiste Borluut (Gent, 29 augustus 1763 - 16 oktober 1837) was een Zuid-Nederlands politicus.

## Levensloop
De Borluuts deden hun stamboom opklimmen tot in de middeleeuwen. Elisabeth Borluut was, samen met haar man, de welvarende koopman Joos Vijd, opdrachtgeefster aan Jan van Eyck voor het retabel van het Lam Gods. De eerste adelserkenning voor een familielid dateerde van 1640.
Gaspard-Joseph was een zoon van Alphonse Borluut, heer van Hoogstraten en Eenhode, hoogpointer van de kasselrij Kortrijk, raadsheer in de Raad van Vlaanderen, en van Marie-Françoise van Pottelsberghe. Hij was de broer van senator Emmanuel Borluut.
Hij werd in de erfelijke adel erkend in 1816 en benoemd in de Ridderschap van de provincie Oost-Vlaanderen.
Hij trouwde met Marie-Rosalie de Lens (1770-1849), dochter van graaf Robert de Lens. Ze hadden zes kinderen: twee meisjes stierven vroeg, drie andere bleven ongehuwd en alleen de zoon, Balthazar zorgde voor afstammelingen.
Graaf (1847) Balthazar Borluut d'Hooghstraete (1802-1878) trouwde met Ernestine van der Plancke (1820-1891), dochter van de Brugse schepen Pierre van der Plancke. Hun zoon, Melchior Borluut (1849-1890), die voor opvolgers-naamdragers had kunnen zorgen, overleed ongehuwd. De twee dochters trouwden met Belgische edellieden: Marie-Rosalie met Alfred de Kerchove d'Exaerde en Louise met ridder Auguste de Formanoir de la Caserie.
Balthazar bleef in 1830 trouw aan Oranje en werd er in 1847 voor beloond met een grafelijke titel. Hij werd referendaris van de Nederlandse koning, maar op latere leeftijd kwam hij weer in Gent wonen, waar hij overleed. Met hem stierf de familie Borluut-Hooghstraete uit.